# 伊藤哲雄
伊藤 哲雄（いとう てつお、1949年〈昭和24年〉2月4日 - ）は、日本の元外交官、神戸大学特命教授（経済学研究科）。カザフスタン駐箚特命全権大使、ハンガリー駐箚特命全権大使などを歴任した。

## 人物・経歴
山形県山形市出身。1965年（昭和40年）山形大学教育学部附属中学校（現山形大学附属中学校）を卒業。1968年（昭和43年）AFS留学でアメリカに渡り、ミネソタ州エヴェレス高等学校を卒業した。翌1969年（昭和44年）慶應義塾高等学校を経て、1973年（昭和48年）慶應義塾大学経済学部を卒業し、外務省に入省する。
- 1974年（昭和49年）6月 ロシア語研修（1977年6月まで）
- 1976年（昭和51年）ジョージタウン大学大学院を修了、ソ連研究で修士号を取得。以後、モスクワの在ソ連日本大使館や外務省本省勤務。
- 1986年（昭和61年） 在オーストリア日本大使館一等書記官
- 1988年（昭和63年） 在ソ連邦日本大使館参事官
- 1989年 欧州局西欧第二課長
- 1991年（平成3年） 条約局法規課長
- 1994年（平成6年） 在イギリス日本大使館参事官（国際戦略研究所研究員）
- 1995年（平成7年） 在米国日本大使館参事官、後に同公使
- 1997年（平成9年） 外務省大臣官房参事官（国会担当）
- 1999年（平成11年） 国際情報局審議官
- 2001年（平成13年） 内閣官房内閣情報調査室次長
- 2002年（平成14年） 在ロシア日本国大使館公使、後に同特命全権公使
- 2005年（平成17年） 駐カザフスタン特命全権大使
- 2008年（平成20年） 外務省大臣官房査察担当大使
- 2009年（平成21年） 駐ハンガリー特命全権大使[1]
- 2013年（平成25年） 神戸大学大学院経済学研究科の特命教授[2]
- 2024年（令和6年） 瑞宝中綬章受章[3][4]

## 同期
- 河野雅治（11年駐伊大使・09年駐露大使・07年外務審議官・05年総合外交政策局長）
- 塩尻孝二郎（11年EU大使・08年駐インドネシア大使・05年外務省大臣官房長）
- 天野万利（07年OECD事務次長）
- 塩崎修（08年駐ホンジュラス大使）
- 坂場三男（08年駐ベトナム大使・06年外務報道官・中南米局長）
- 加来至誠（11年駐ホンジュラス大使、07年駐エルサルバドル大使）
- 野川保晶（12年駐ニュージーランド大使、07年駐ミャンマー大使）
- 杉本信行（01年上海総領事）
- 中村滋（11年駐マレーシア大使・06年駐サウジアラビア大使・04国際情報統括官）
- 岩谷滋雄（10年駐オーストリア大使・07年駐ケニア大使）
- 鹿取克章（11年駐インドネシア大使・06年駐イスラエル大使）
- 塩口哲朗（11年駐ベネズエラ大使・08年駐ヨルダン大使・06年国際協力銀行理事・04年駐コートジボワール大使）
- 水野達夫（07年駐ネパール大使）
- 堀江正彦（07年駐マレーシア大使・04年駐カタール大使）
- 神谷武（11年駐パラグアイ大使・08年駐アルジェリア大使）
- 岡田眞樹（11年駐タンザニア大使・09年農畜産業振興機構理事）
- 黒田義久（10年駐ウズベキスタン大使）
- 鈴木一泉（10年駐コロンビア大使）
- 並木芳治（10年駐コスタリカ大使）
- 小林正雄（11年駐ガボン大使・10年官房調査官）
- 佐藤博史（12年駐キューバ大使）
- 川原英一（13年駐グアテマラ大使）
- 吉田潤（13年駐モーリタニア大使）